# Campylorhamphus falcularius
Campylorhamphus falcularius là một loài chim trong họ Furnariidae.